# Färöische Fußballmeisterschaft der Frauen 2005
Die Färöische Fußballmeisterschaft der Frauen 2005 wurde in der 1. Deild genannten ersten färöischen Liga ausgetragen und war insgesamt die 21. Saison. Sie startete am 17. April 2005 und endete am 15. Oktober 2005.
Durch die Neugründung von FS Vágar als FS Vágar 2004 war dies der 23. Teilnehmer der höchsten Spielklasse. Meister wurde Titelverteidiger KÍ Klaksvík, die den Titel somit zum sechsten Mal in Folge und zum siebten Mal insgesamt erringen konnten. Absteigen musste hingegen FS Vágar 2004 nach einem Jahr Erstklassigkeit.
Im Vergleich zur Vorsaison verschlechterte sich die Torquote auf 4,51 pro Spiel, was den niedrigsten Schnitt seit 1996 bedeutete. Den höchsten Sieg erzielte B36 Tórshavn durch ein 11:1 im Heimspiel gegen GÍ Gøta am neunten Spieltag, was zugleich das torreichste Spiel darstellte.

## Modus
Durch die Reduzierung auf sechs Mannschaften in der 1. Deild  spielte jedes Team nun an 20 Spieltagen für eine Saison jeweils vier Mal gegen jedes andere. Die punktbeste Mannschaft zu Saisonende stand als Meister dieser Liga fest, die letzte Mannschaft stieg in die 2. Deild ab. Bei Punktgleichheit entschied der direkte Vergleich.

## Saisonverlauf

### Meisterschaftsentscheidung
KÍ Klaksvík und B36 Tórshavn bewegten sich zunächst im Gleichschritt und gewannen jeweils die ersten vier Saisonspiele. Im direkten Duell am fünften Spieltag setzte sich KÍ auswärts bei B36 mit 4:2 durch. B36 fügte KÍ im Rückspiel beim 1:1 am zehnten Spieltag den ersten Punktverlust zu. Im dritten Aufeinandertreffen hatte B36 Tórshavn im Heimspiel gegen KÍ Klaksvík wieder mit 1:2 das Nachsehen. Die Entscheidung um die Meisterschaft fiel aufgrund zuvor erfolgter Punktverluste auf Seiten von B36 bereits am 17. Spieltag. KÍ kam zwar nicht über ein 2:2 im Auswärtsspiel gegen AB Argir hinaus, was das zweite und letzte nicht gewonnene Spiel im Laufe der Saison war, doch B36 Tórshavn spielte zu Hause ebenfalls nur unentschieden und erreichte ein 1:1 gegen FS Vágar 2004, so dass Vorsprung von zehn Punkten nicht mehr aufgeholt werden konnte. Auch die Begegnung am letzten Spieltag verlor B36 auswärts gegen KÍ Klaksvík mit 2:6.

### Abstiegskampf
FS Vágar 2004 erreichte durch ein 1:1 im Auswärtsspiel gegen AB Argir am dritten Spieltag den ersten Punktgewinn. Da ansonsten bis einschließlich des zwölften Spieltages nur Niederlagen zu Buche standen, belegte die Mannschaft ab dem fünften Spieltag durchgängig den letzten Platz. Der erste und einzige Sieg folgte erst am 16. Spieltag durch einen 2:1-Heimerfolg gegen GÍ Gøta. Schon am nächsten Spieltag stand nach dem 1:1 im Auswärtsspiel gegen B36 Tórshavn der Abstieg endgültig fest, da der direkte Konkurrent AB Argir den Vorsprung von zehn Punkten durch ein 2:2 im Heimspiel gegen KÍ Klaksvík halten konnte.

## Abschlusstabelle
| Pl. | Verein             | Sp. | S  | U | N  | Tore    | Diff. | Punkte |
| --- | ------------------ | --- | -- | - | -- | ------- | ----- | ------ |
| 1.  | KÍ Klaksvík (M, P) | 20  | 18 | 2 | 0  | 088:190 | +69   | 56     |
| 2.  | B36 Tórshavn       | 20  | 12 | 5 | 3  | 067:230 | +44   | 41     |
| 3.  | GÍ Gøta 1          | 20  | 8  | 2 | 10 | 031:570 | −26   | 26     |
| 4.  | AB Argir           | 20  | 6  | 4 | 10 | 033:490 | −16   | 22     |
| 5.  | EB/Streymur        | 20  | 5  | 3 | 12 | 028:510 | −23   | 18     |
| 6.  | FS Vágar 2004 2    | 20  | 1  | 4 | 15 | 019:670 | −48   | 07     |

| (M) | Meister 2004     |
| (P) | Pokalsieger 2004 |

## Spiele und Ergebnisse
|               | AB  | AB  | B36 | B36 | EB/Str | EB/Str | FSV04 | FSV04  | GÍ    | GÍ  | KÍ  | KÍ  |
| ------------- | --- | --- | --- | --- | ------ | ------ | ----- | ------ | ----- | --- | --- | --- |
| AB Argir      |     |     | 1:1 | 1:6 | 1:2    | 4:0    | 1:1   | 3:3    | 0:1   | 6:2 | 1:3 | 2:2 |
| B36 Tórshavn  | 4:0 | 5:0 |     |     | 4:0    | 3:0    | 5:0   | 1:1    | 11:10 | 2:1 | 2:4 | 1:2 |
| EB/Streymur   | 1:2 | 0:2 | 0:4 | 1:1 |        |        | 5:2   | 1:1    | 3:4   | 3:1 | 2:4 | 1:4 |
| FS Vágar 2004 | 0:2 | 1:4 | 1:5 | 1:4 | 0:4    | 1:2    |       |        | 3:4   | 2:1 | 0:2 | 1:9 |
| GÍ Gøta       | 1:0 | 2:0 | 0:3 | 2:2 | 2:2    | 1:0    | 2:0   | 4:1    |       |     | 1:3 | 0:2 |
| KÍ Klaksvík   | 7:0 | 7:3 | 1:1 | 6:2 | 5:0    | 5:1    | 8:0   | 0-:- 3 | 5:1   | 9:0 |     |     |

## Torschützenliste
Bei gleicher Anzahl von Treffern sind die Spielerinnen nach dem Nachnamen alphabetisch geordnet.

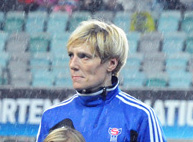
Torschützenkönigin Malena Josephsen

| Platz | Spieler                 | Mannschaft   | Tore |
| ----- | ----------------------- | ------------ | ---- |
| 1     | Malena Josephsen        | KÍ Klaksvík  | 27   |
| 2     | Halltóra Joensen        | B36 Tórshavn | 22   |
| 3     | Rannvá B. Andreasen     | KÍ Klaksvík  | 21   |
| 4     | Ása Dam á Neystabø      | B36 Tórshavn | 16   |
| 5     | Vivian Bjartalíð        | KÍ Klaksvík  | 15   |
| 6     | Olga Kristina Hansen    | AB Argir     | 13   |
| 7     | Elin Kathrina Haraldsen | AB Argir     | 11   |
| 7     | Bára S. Klakstein       | KÍ Klaksvík  | 11   |
| 9     | Rudi Zachariassen       | EB/Streymur  | 10   |
| 10    | Mary-Ann Isaksen        | GÍ Gøta      | 09   |

## Trainer
| Mannschaft    | Trainer                  | Spieltage |
| ------------- | ------------------------ | --------- |
| AB Argir      | Malan Mohr               | 1–20      |
| B36 Tórshavn  | Jacob Thomsen            | 1–20      |
| EB/Streymur   | Sorin Anghel Vasile      | 1–20      |
| EB/Streymur   | Jón Sólsker              | 1–20      |
| FS Vágar 2004 | Alexandre da Silva Braga | 1–20      |
| GÍ Gøta       | Petur Jónsvein Thomsen   | 1–20      |
| KÍ Klaksvík   | Jón Harald Poulsen       | 1–20      |

Während der Saison gab es keine Trainerwechsel.

## Spielstätten
In Klammern sind bei mehreren aufgeführten Stadien die Anzahl der dort ausgetragenen Spiele angegeben.
| Mannschaft    | Stadion            | Spielort   |
| ------------- | ------------------ | ---------- |
| AB Argir      | Inni í Vika        | Argir      |
| B36 Tórshavn  | Gundadalur         | Tórshavn   |
| EB/Streymur   | Á Mølini           | Eiði       |
| FS Vágar 2004 | unbekannt (9)      | unbekannt  |
| FS Vágar 2004 | Við Djúpumýrar (1) | Klaksvík   |
| GÍ Gøta       | Sarpugerði         | Norðragøta |
| KÍ Klaksvík   | Við Djúpumýrar     | Klaksvík   |

## Schiedsrichter
Folgende Schiedsrichter leiteten die 59 ausgetragenen Erstligaspiele (zu einem Spiel fehlen die Daten):
| Name                    | Stammverein     | Spiele |
| ----------------------- | --------------- | ------ |
| Jan Gardar              | KÍ Klaksvík     | 05     |
| Andrew Christiansen     | HB Tórshavn     | 04     |
| Rúni Gaardbo            | B68 Toftir      | 03     |
| Jón Sigurð Gleðisheygg  | EB/Streymur     | 03     |
| Kristin av Kák Joensen  | SÍ Sørvágur     | 03     |
| Jan á Líðarenda         | GÍ Gøta         | 03     |
| Hans Eivind Olsen       | AB Argir        | 03     |
| Emil Hentze             | SÍF Sandavágur  | 02     |
| Edvard Højgaard         | NSÍ Runavík     | 02     |
| Bogi Hansen Isaksen     | KÍ Klaksvík     | 02     |
| Laurits í Króki         | HB Tórshavn     | 02     |
| Ólavur Larsen           | ÍF Fuglafjørður | 02     |
| Jóannes Magni Mikkelsen | GÍ Gøta         | 02     |
| Jógvan A. Vest          | Fram Tórshavn   | 02     |

Weitere 21 Schiedsrichter leiteten jeweils ein Spiel.

## Die Meistermannschaft
In Klammern sind die Anzahl der Einsätze sowie die dabei erzielten Tore genannt.
| 1. | KÍ Klaksvík |
|    | Rannvá B. Andreasen (19/21) \| Vivian Bjartalíð (19/15) \| Anna Joensen (7/0) \| Malena Josephsen (19/27) \| Annelisa Justesen (18/1) \| Bára S. Klakstein (15/11) \| Mariann Maslyk (13/4) \| Paula Mikkelsen (17/0) \| Jóhanna Ó. Niclasen (1/0) \| Ann Olsen (10/1) \| Una Olsen (6/0) \| Ragna B. Patawary (9/1) \| Birgit Ryan (13/0) \| Elsa Maria Simonsen (19/2) \| Jensa Sirdal (8/0) \| Paula Sjóstein (9/0) \| Petra Sjóstein (8/1) \| Randi S. Wardum (19/0) \| Maria Ziskason (14/2) ohne Einsatz: Lilly Hansen \| Olga Fríðunn Olsen - Trainer: Jón Harald Poulsen |

## Nationaler Pokal
Im Landespokal gewann B36 Tórshavn mit 1:0 gegen Meister KÍ Klaksvík.

## Europapokal
2005/06 spielte KÍ Klaksvík als Meister des Vorjahres in der 1. Runde des UEFA Women’s Cup und verlor zunächst gegen SC LUwin.ch Luzern (Schweiz) mit 1:5 sowie gegen FC Codru Anenii Noi (Moldawien) mit 1:4. Das letzte Spiel gegen KFF Sciponjat (Mazedonien) ging 1:1 aus. Die Gruppe wurde somit auf dem dritten Platz beendet.